# Columna d'aigua

Columna d'aigua

Una columna de agua és una columna conceptual d'aigua que va des de la superfície fins als sediments del fons. Aquest concepte es fa servir principalment per avaluar estudis ambientals de l'estratificació de l'aigua o mesclat (per exemple, els corrents induïts pel vent) de les capes d'estratificació tèrmica o química en un llac, corrent o l'oceà. Alguns dels paràmetres més comuns en l'anàlisi de la columna d'aigua són: pH, terbolesa, temperatura, salinitat, totalitat de sòlids dissolts, diversos pesticides, agents patògens i una àmplia varietat de productes químics i biota.
El concepte de columna d'aigua és molt important, donat que molts fenòmens aquàtics s'expliquen per la incompleta mescla vertical d'un paràmetre químic, físic o biològic. Per exemple, quan s'estudia el metabolisme dels organismes bentònics, allò que té importància és la concentració específica de substàncies químiques en les capes del fons de la columna d'aigua, en lloc del valor mitjà dels productes químics al lalrg de la columna d'aigua.
La pressió hidroestàtica es pot analitzar per l'alçada de la columna d'aigua, que efectivament produeix la pressió a una fondaria donada en la columna.
El terme "columna d'aigua" es fa servir també en capbussar-se per a descriure la zona on els capbussadors pugen o baixen.